# Estación El Carmen
La Estación El Carmen es una de las estaciones del eje sur del Transmetro de la Ciudad de Guatemala.
Está ubicada sobre la Calzada Aguilar Batres en las zonas 11 y 12 de la Ciudad de Guatemala, a cercanías de la Universidad de San Carlos de Guatemala y el Anillo Periférico este último una de las principales vías de la Ciudad de Guatemala.
- Datos: Q21002812